# Сысоевская (Красноборский район)
Сысоевская — деревня в Красноборском районе Архангельской области. Входит в состав Черевковского сельского поселения.

## География
Находится в юго-восточной части Архангельской области на расстоянии приблизительно 44 км на северо-запад по прямой от административного центра района села Красноборск на правобережье реки Северная Двина.

## История
В 1859 году здесь (деревня Сольвычегодского уезда Вологодской губернии) было учтено 8 дворов. 

## Население
Численность населения: 50 человек (1859 год), 8 (русские 100 %) в 2002 году, 4 в 2010.